# آندره مسلیس
آندره مسلیس (انگلیسی: André Messelis؛ زادهٔ ۱۷ فوریهٔ ۱۹۳۱) دوچرخه‌سوار اهل بلژیک است.